# Tulostoma nanum
La especie Tulostoma nanum es un representante del género Tulostoma de la familia Agaricaceae. El origen etimológico de la palabra Tulostoma viene del gr. týlos que significa joroba, callo, dureza, clavija; y de stóma que significa boca, poro, por la forma en que se efectúa la dehiscencia, mediante un poro apical con frecuencia umbonado.

## Descripción
Saco esporífero subgloboso de hasta 13 mm de diámetro. Exoperidio hifal, mezclado con gránulos de arena, persistente en parte y confiriendo aspecto moteado al endoperidio, granuloso, pardo-ferruginoso. Endoperidio quebradizo, apergaminado, finalmente blanco con tinte rosado. Boca típicamente circular, poco elevada, pequeña, de 1 mm de diámetro. Cuello separado, no muy profundo. Pie de 10 x 2 mm, castaño rojizo oscuro, terminando basalmente en bulbillo uniforme. Esporas amarillentas, irregularmente subglobosas a elipsoidales 3.6-5 μm de diámetro, ornamentadas, verrucosas a espinosas. Capilicio hialino, ramificado, septado, 1,4-4  μm de diámetro, formado por filamentos de pared gruesa y luz visible a casi nula.

## Distribución
Esta especie ha sido citada en México de Agiobampo, Sonora.

## Hábitat
En tierra arenosa marítima, en sitio abierto y soleado.

## Estado de conservación
Se conoce muy poco de la biología y hábitos de los hongos, por ello la mayoría de ellos no están incluidos en la Norma Oficial Mexicana 059.